# جائزة الجمهورية الديمقراطية الألمانية للفنون
كانت جائزة الجمهورية الديمقراطية الألمانية للفنون (بالألمانية: Kunstpreis der Deutschen Demokratischen Republik) جائزة تمنحها دولة ألمانيا الشرقية للأفراد لمساهماتهم في مختلف مجالات الفن.

## التاريخ

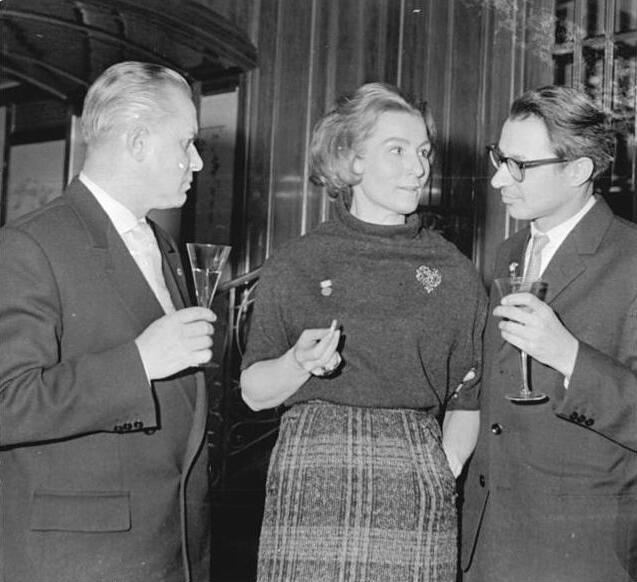
إنجي كيلر (في الوسط) بعد حصولها على جائزة الفن، 30 مارس 1960. لاحظ الميدالية على صدرها الأيمن.

تُمنح جائزة الفن سنوياً تقديراً «للإنجازات الإبداعية والتفسيرية المتميزة» في الفنون المرئية، والفنون التطبيقية، والسينما، والتلفزيون، والإذاعة، والترفيه. تمنح الجائزة للفائزين بها بشكل فردي أو بشكل جماعي، إلى مجموعات لا تزيد عن ستة أشخاص. يحصل الفائزون على ميدالية معدنية مغطاة بالفضة، قطرها 20 ملليمتر، مع نقش جائزة الفن "Kunstpreis". وبالإضافة إلى ذلك، يحصل الفائز بشكل فردي على مبلغ 6000 مارك ألماني شرقي، في حين تحصل المجموعة الفائزة على مبلغ يصل إلى 20000 مارك. كانت جائزة الفن تلك تعتبر أعلى تكريم في البلاد للفنانين، ولم تكن تفوقها سوى الجائزة الوطنية لألمانيا الشرقية.
مُنحت الجائزة لأول مرة من قِبًل وزير الثقافة ألكسندر أبوش إلى تسعة عشر فائزًا، في 22 يناير 1959. أعلن مرسوم الوزارة أنه قد تم منحه «تقديراً لإنجازات فنية متميزة وفريدة من نوعها ولتعزيز الإبداع الفني». مُنجت الجائزة الفنية مرتين خلال العام، في أبريل وأكتوبر. ومنحت مرة أخرى ثلاث مرات خلال عام 1960، في مارس وأكتوبر وديسمبر. بينما مُنحت مرة واحدة فقط كل عام، على مدار أشهر مختلفة. أقيم حفل التكريم الأخير حيث قُدمت تلك الجائزة لأول مرة في 3 أكتوبر 1990، قبل أن يتم حل الدولة.

## الفائزون بالجائزة
- بيتر دام (منحت عام 1972)
- كونراد وولف (1971)
- وولف إمبراطور (1961)
- فريد دلمار (1960)
- إينج كيلر (1960)
- انجليكا دومروس (1969)
- بيتر ستورم (1961)
- هانيلور بك (1970)
- هارتموت هاينشين (1984)
- رولف هيريتشت (1973، 1977)
- هانز يواخيم برييل (1977)
- قيراط (جماعيا، 1979)
- غونتر كوشان (1959)
- بيتر كونويتشني (1988)
- ديتر مان (1975)
- أولرتش ثيين (1969، 1984)
- هانز يواكيم روتزش (1967)
- غونتر سومر (1985)
- أديل ستولتي (1966)
- آرمن مولر-شتال (1963)
- كارل جاس (1970)
- هانجو هاسي (1971)
- فيرنر ديسل (1986)

## روابط خارجية
- A photograph of the Art Prize's medal.
- East German Art Prize data.